# Mazen Dana
Mazen Dana (tiếng Ả Rập: مازن دعنا, sinh năm 1962, chết ngày 17.8.2003) là nhà báo người Palestine, làm nhà quay phim cho hãng thông tấn Reuters.
Dana làm việc cho hãng Reuters trên 10 năm, phần lớn là ở thành phố quê hương Hebron của ông tại Bờ Tây, sau đó ông được đưa sang Iraq quay phim về chiến tranh ở đây.
Ông đã bị binh sĩ Hoa Kỳ bắn chết ở Baghdad, Iraq ngày 17.8.2003, vì tưởng lầm máy quay phim của ông là một súng phóng hỏa tiễn. Một nguồn tin Hồi giáo cho rằng binh sĩ Mỹ đã cố tình bắn chết ông, mặc dù ông có đeo thẻ báo chí và đi trên một xe của báo chí.

## Đời tư
Dana đã lập gia đình và có bốn con.

## Giải thưởng
- Năm 2001, Dana đã được Ủy ban bảo vệ các nhà báo trao Giải Tự do Báo chí Quốc tế cho long dung cảm khi đưa tin về các vụ xung đột ở thành phố quê hương.